# The Inklings

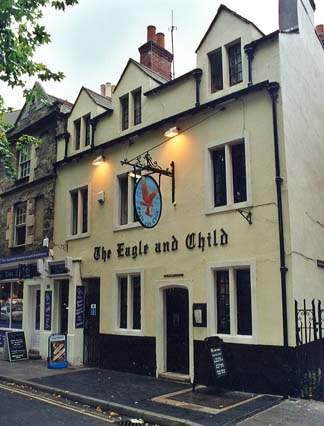
Puben "The Eagle and Child" i Oxford.

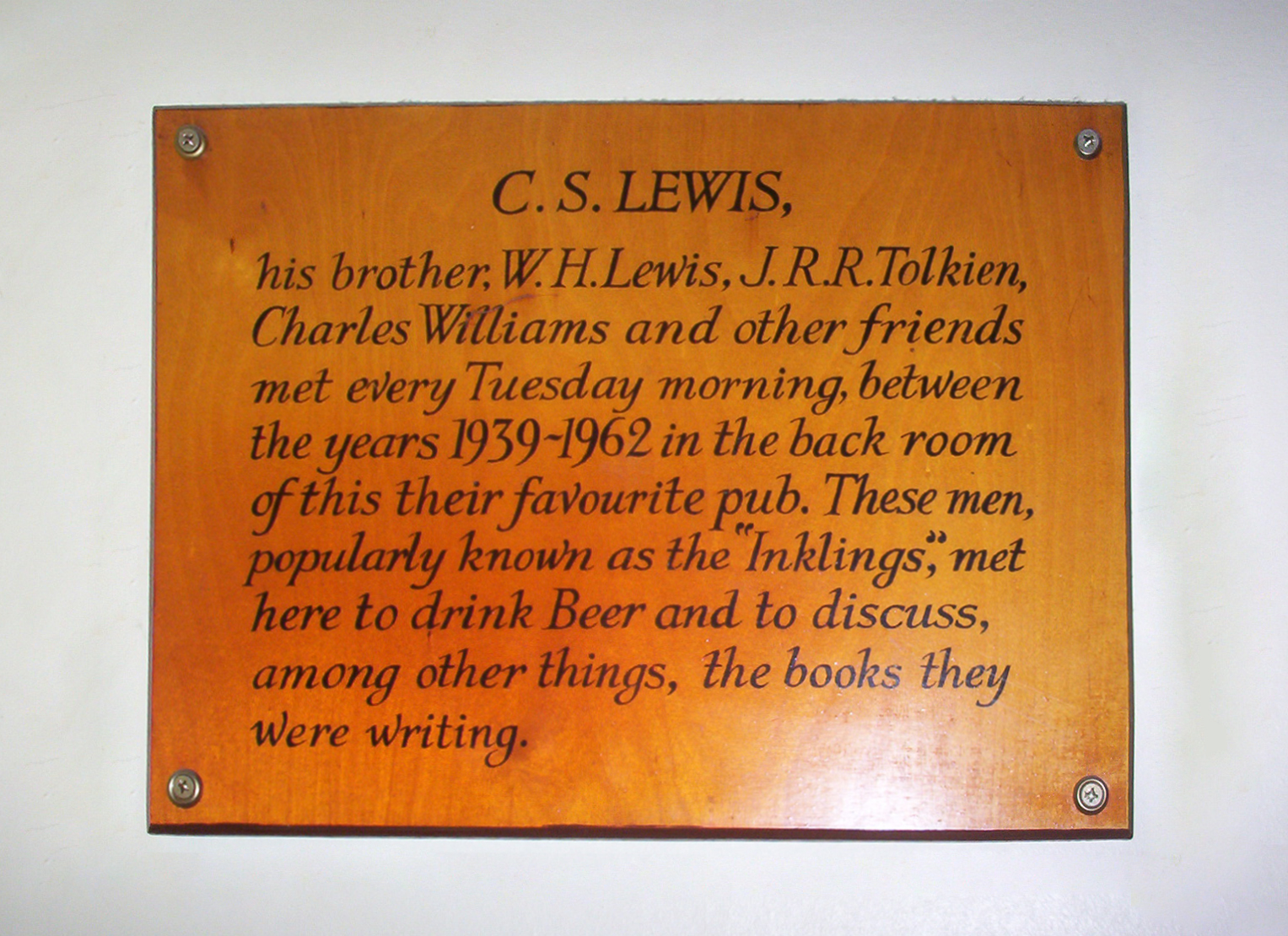
Minnesskylt på puben.

The Inklings var en litterär diskussionsklubb i Oxford, där några likasinnade träffades en gång i veckan från början av 1930-talet till slutet av 1940-talet, diskuterade litteratur och läste upp sina egna manuskript högt för att få kritik från de andra. Det var en väldigt löst sammansluten grupp, och många medlemmar kom och gick. I början träffades de i C.S. Lewis' rum och senare, mer regelbundet, träffades de på puben "The Eagle and Child". Bland medlemmarna fanns J. R. R. Tolkien och C.S. Lewis. De mest regelbundna gästerna inkluderade även bland andra Owen Barfield, Charles Williams, Christopher Tolkien (J.R.R. Tolkiens son), Warren Lewis (C.S. Lewis' äldre bror), Roger Lancelyn Green, Adam Fox, Hugo Dyson, R. A. Havard, J. A. W. Bennet, Lord David Cecil och Nevill Coghill. Medlemmarna i Inklings var entusiaster som älskade berättandets konst i litteratur, och tyckte om fantasy. De flesta var kristna, och i många av medlemmarnas böcker finns tydliga kristna element, men det fanns även ateister bland dem.
Huvudsyftet med gruppen var läsning av manusutkast och olika författarnas texter, följt av diskussioner. Bland annat Tolkiens Härskarringen, Lewis' Utflykt från tyst planet och Williams' All Hallows' Eve lästes högt på Inklings-träffar långt innan publicering. De lär också ha haft tävlingar i vem som kunde läsa poesi av Amanda McKittrick Ros längst utan att börja skratta.
Fram till slutet av 1949 hade Inklings sina möten på torsdagkvällar i C. S. Lewis' studentrum i Magdalen College. De brukade också ses på torsdagar på puben The Eagle and Child, också känd som The Bird and Baby. Senare pubmöten skedde på The Lamb and Flag på andra sidan gatan, och tidigare i gruppens historia har de haft möten på allehanda pubar.